# British Home Championship 1891/92
Die British Home Championship 1891/92 war die 9. Auflage des im Round-Robin-System ausgetragenen Fußballwettbewerbs zwischen den vier britischen Nationalmannschaften von England, Irland (ab 1950/51 Nordirland), Schottland und Wales.
| Pl. | Nationalmannschaft | Sp. | S | U | N | Tore    | Punkte |
| --- | ------------------ | --- | - | - | - | ------- | ------ |
| 1.  | England            | 3   | 3 | 0 | 0 | 008:100 | 06:0   |
| 2.  | Schottland         | 3   | 2 | 0 | 1 | 010:700 | 04:20  |
| 3.  | Irland             | 3   | 0 | 1 | 2 | 003:600 | 01:50  |
| 4.  | Wales              | 3   | 0 | 1 | 2 | 002:900 | 01:50  |

|                                                 |   |            |           |
| 27. Februar 1892 in Bangor (Penrhyn Park)       |   |            |           |
| Wales                                           | – | Irland     | 1:1 (1:0) |
| 5. März 1892 in Belfast (Solitude)              |   |            |           |
| Irland                                          | – | England    | 0:2 (0:1) |
| 5. März 1892 in Wrexham (Racecourse Ground)     |   |            |           |
| Wales                                           | – | England    | 0:2 (0:1) |
| 19. März 1892 in Belfast (Solitude)             |   |            |           |
| Irland                                          | – | Schottland | 2:3 (1:2) |
| 26. März 1892 in Edinburgh (Tynecastle Stadium) |   |            |           |
| Schottland                                      | – | Wales      | 6:1 (4:0) |
| 2. April 1892 in Glasgow (Ibrox Field)          |   |            |           |
| Schottland                                      | – | England    | 1:4 (0:4) |